# Via Annia
De Via Annia was een Romeinse weg in Italië. De weg liep van Atria (het huidige Adria) via Patuvium (Padua) naar Aquileia. Er is ook een suggestie gedaan dat niet Atria maar bijvoorbeeld Bologna het beginpunt was van de weg.
De Via Annia is in 131 v.Chr. aangelegd door de praetor Titus Annius Rufus. Met deze weg werd het gebied van de Veneti verbonden met Rome en ontstond er een snelle route langs de Adriatische kust naar Aquileia. In de nadagen van het West-Romeinse Rijk raakte de weg steeds verder in verval door overstromingen van de Lagune van Venetië en door invallen van Germaanse stammen.

## Route
Het tracé van de Via Annia is niet overal teruggevonden. Tussen Adria en Padua liep de weg waarschijnlijk via het huidige Agna, waar de rivier Adige met een veerpont werd overgestoken. De naam van het plaatsje zou verwijzen naar de Via Annia. Via Caputsilvis (het huidige Conselve) ging de weg noordwaarts richting Padua, maar er bestaat ook een mogelijkheid dat de weg via het oostelijker gelegen Bovolenta liep. De Via Anna doorkruiste de stad Padua van zuid naar noord.
Vanaf Padua liep de weg parallel aan de rivier Brenta richting Altinum (het huidige Altino). Het is niet duidelijk of hierbij de linker- of de rechteroever werd gevolgd. In de plaatsen Dolo en Mestre zullen pleisterplaatsen zijn geweest. Tussen Altinum en Musile di Piave lag de weg op een verhoging, vanwege de vele overstromingen in dit gebied. Verder noordwaarts kwam de Via Annia door Ceggia en bereikte Concordia Sagittaria, dat in 42 v.Chr. als Julia Concordia was gesticht. Aquileia was het eindpunt van de Via Annia.

## Restanten
Op diverse locaties zijn nog delen van de Via Annia te zien, zoals straatwerk en resten van bruggen. In Altino is een deel van het plaveisel zichtbaar. Delen van de weg zijn zelfs nog in gebruik, zoals in Santo Stino di Livenza. Tussen Padua en Altino zijn vier mijlpalen teruggevonden. 